# Амани, Расул
Расул Амани (перс. رسول امانی‎; англ. Rasoul Amani; род. 1 декабря 1964, Тегеран) — иранский и новозеландский борец греко-римского стиля. Участник летних Олимпийских игр 2000 года, чемпион Океании 2000 года.

## Биография
Расул Амани родился 1 декабря 1964 года в иранском городе Тегеран.
Участвовал в ирано-иракской войне.
В 22-летнем возрасте завоевал серебро чемпионата Ирана по греко-римской борьбе. Был чемпионом Вооружённых сил Ирана.
В 1995 году эмигрировал в Новую Зеландию, в 1997 году получил паспорт этой страны.
Выступал в соревнованиях по греко-римской борьбе за борцовский клуб Дилуорта.
В 1999 году занял 5-е место в Азиатско-Океанийском кубке и в чемпионате Океании в Данедине в весовой категории до 69 кг.
В 2000 году завоевал золотую медаль чемпионата Океании в Мельбурне в весовой категории до 63 кг.
В том же году вошёл в состав сборной Новой Зеландии на летних Олимпийских играх в Сиднее. В весовой категории до 63 кг в группе 1/8 финала проиграл все схватки за явным преимуществом Беату Мотцеру из Швейцарии — 0:11, Григорию Комышенко с Украины — 0:10 и Ясутоси Мотоки из Японии — 0:14.